# جميلة أبيطار
جميلة أبيطار (مواليد سنة 9 مايو 1969، مراكش) شاعرة مغربية تعيش في فرنسا. لديها جنسية مزدوجة فرنسية مغربية.

## مسيرتها
نشرت أبيطار أول قصائدها بعنوان (L'Aube sous les dunes) سنة 2000.
درست القانون وعملت في الخدمات الإدارية الجامعية وكذلك في اليونسكو. وهي حاليًا مسؤولة عن المكتبات الثلاث في مدينة كاشان (بإقليم فال دو مارن).
رغم مغادرتها لمدينة مراكش، فكثيرا ما ألفت مجموعة من القصائد عنها، مثل (À Marrakech, derrière la Koutoubia)، وهو عمل أثنى عليه الشاعر والفيلسوف الفرنسي فيليب تانسيلين (Philippe Tancelin).
تُرجمت قصائدها إلى عدة لغات، بما في ذلك الرومانية والآيسلندية.